# 吴杰 (航天员)
吴杰（1963年10月26日—），河南省郑州市人，中华人民共和国航天员。

## 生平
他於1980年考取西安空军工程学院机械系。1987年毕业於中国人民解放军空军工程大学，随後从空军第三飞行学院毕业。他後来成为一名战斗机飞行员，有1100多小时的飞行经验。
1996年11月，他和李庆龙被派往俄罗斯莫斯科星城加加林宇航员培训中心接受训练，训练结束後，由於成绩出色，被授予联盟号飞船指令长最高证书，成为唯一一位获得此荣誉的非俄罗斯人。一年後，兩人回国，成为中国载人航天工程第一批宇航员的教官。
2003年，神舟五号任务前，他或李庆龙被认为是驾驶飞船的人选，不过最终本土培訓的杨利伟执行了任务。
2005年6月，他曾入选神舟六号载人航天飞行任务候补航天员第二梯队成员，但沒有執行任務。他續任預備隊訓練工作，資歷至2014年退役。